# Еберфінг
Еберфінг (нім. Eberfing) — громада в Німеччині, розташована в землі Баварія. Підпорядковується адміністративному округу Верхня Баварія. Входить до складу району Вайльгайм-Шонгау. Складова частина об'єднання громад Гугльфінг.
Площа — 25,93 км2. Населення становить 1481 ос. (станом на 31 грудня 2020).

## Галерея

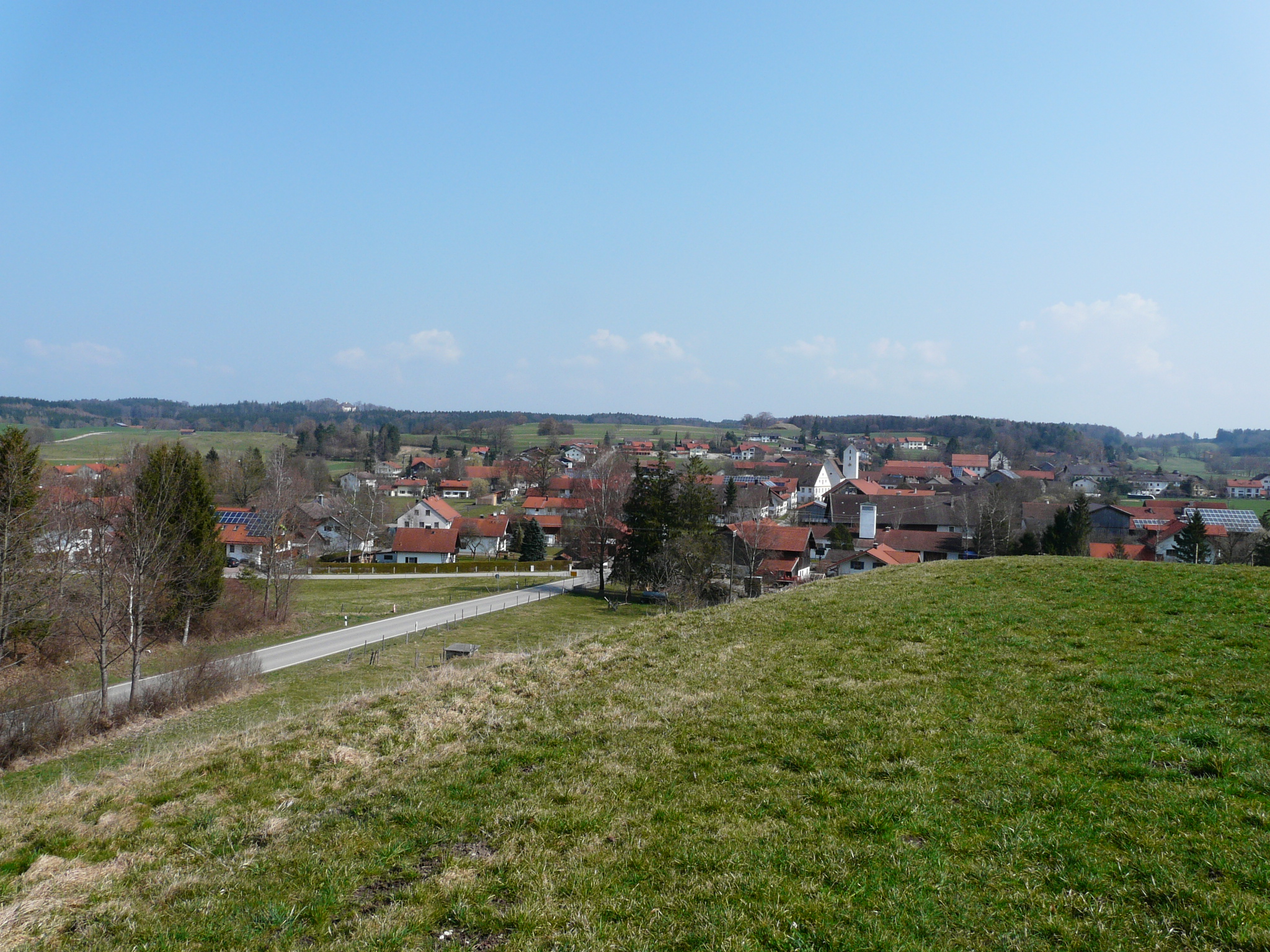
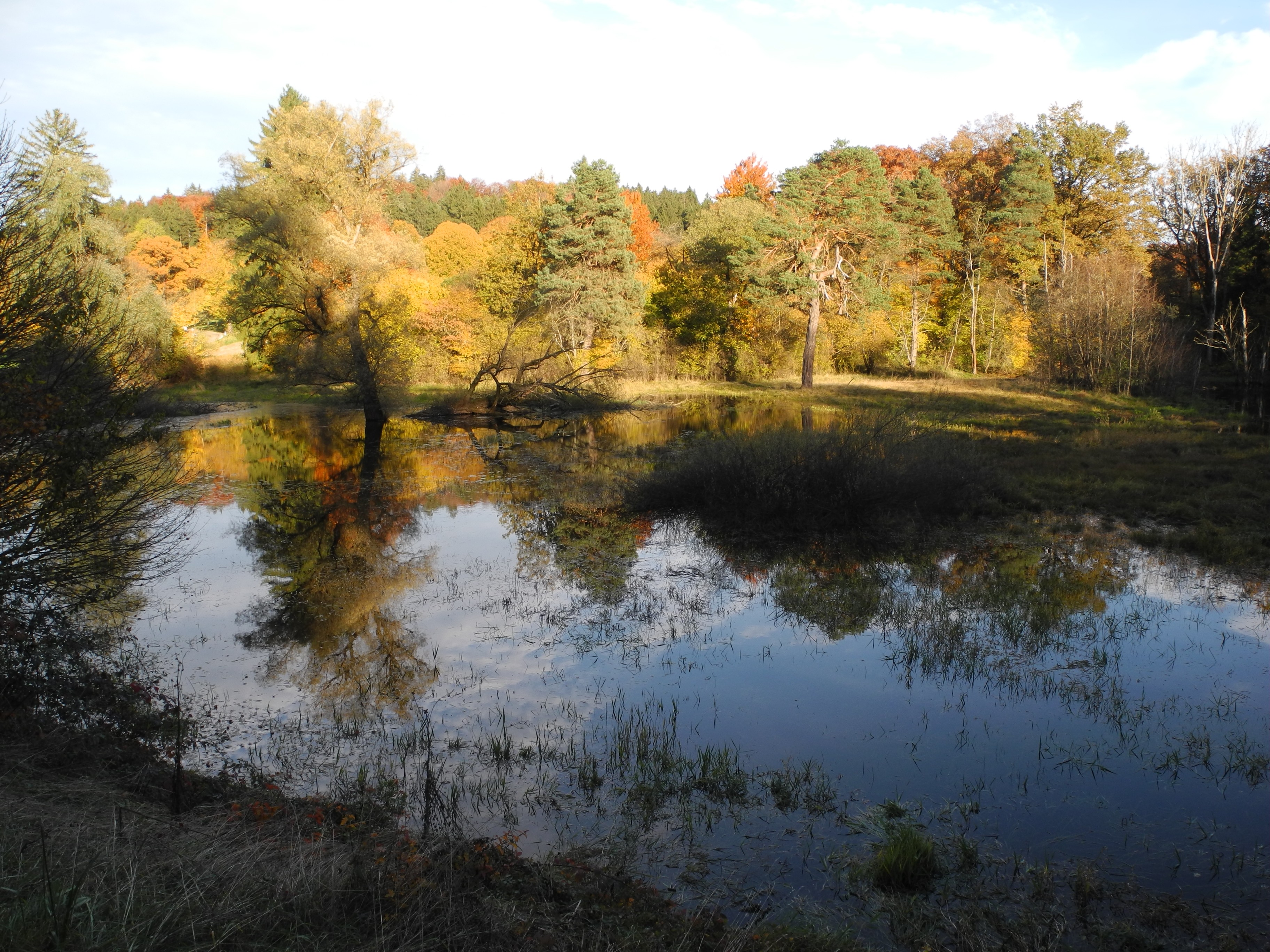